# Жорж Скригін
Жорж Скригін (серб. Жорж Скригин; при народженні Георгій Володимирович Скригін (рос. Георгий Владимирович Скрыгин); 4 серпня 1910 (за іншими даними, 4 липня 1910), Одеса — 31 жовтня 1997, Белград) — сербський фотограф, кінооператор, режисер і сценарист. Син російського військового офіцера, який під час Громадянської війни в Росії був евакуйований з Одеси, а 1920 року сім'я осіла в Королівстві Сербів, Хорватів і Словенців.

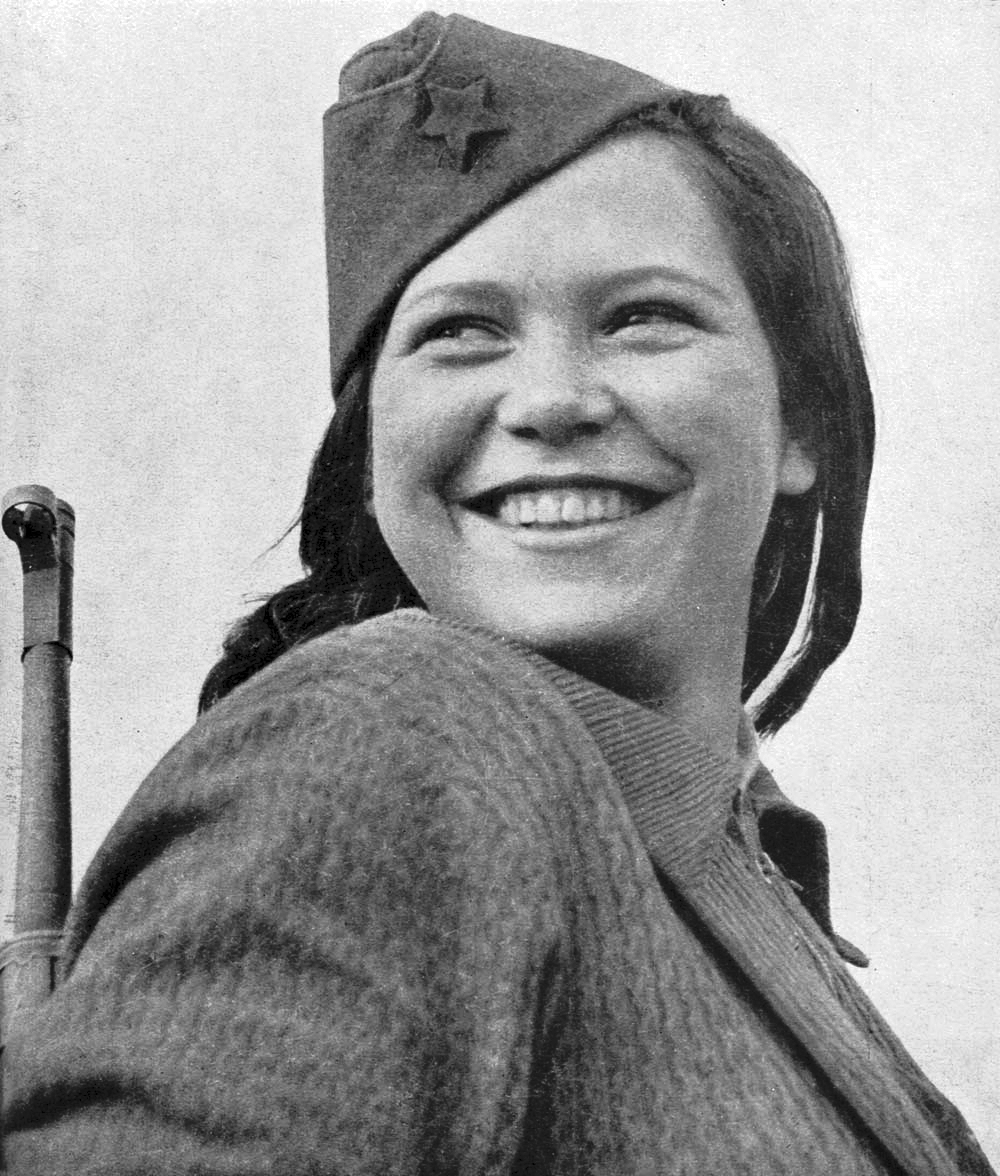
Фото «Козарчанка», зроблене Жоржем Скригіним. На знімку — югославська партизанка Міля Тороман

Майстер художньої фотографії, був відзначений багатьма престижними югославськими й міжнародними нагородами. Після початку Другої світової війни перейшов до партизанів, брав участь у створенні та роботі Театру народного визволення при Верховному штабі НВАЮ. У ці роки створив серію робіт, що відобразили різні сторони війни. Найбільшу популярність здобула його фотографія «Козарчанка», яка в повоєнній Югославії набула великої популярності. Після війни працював у театрі, а також у кінематографі оператором, режисером і сценаристом, взявши участь у постановці 11 документальних і 8 художніх фільмів.

## Біографія
Георгій Скригін народився 4 серпня 1910 року в Одесі, Російська імперія. Походив із дворянської сім'ї, син військового офіцера — капітана Володимира Олександровича Скригіна, учасника російсько-японської та Першої світової війни. 1919 року емігрував під час евакуації батька з Одеси до болгарської Варни, а наступного року сім'я осіла в Королівстві Сербів, Хорватів і Словенців. Освіту здобув у Кримському кадетському корпусі в місті Бела-Црква (Воєводина) і в Російській гімназії в Загребі. Підробляв, танцюючи в місцевому театрі оперети. Закінчив студію балерини Маргарити Фроман. Починаючи з 1930 року, танцював на сцені Хорватського національного театру. На початку 1930-х років захопився фотографією, став членом фотоклубу «Загреб» і зблизився з його членами, які згодом склали «Загребську школу фотографії». Досяг значних успіхів у художній фотографії, ставши відомим майстром психологічного портрета. У цей період здобули популярність його портрети та роботи, що фіксують життя загребських театрально-артистичних кіл. У 1937 році здобув звання чемпіона Югославії з художньої фотографії. У 1930-ті роки брав участь у численних югославських і міжнародних виставках, його світлини публікувалися в престижних югославських і закордонних журналах («Rundschau», «American», «Life», «Time»). Його портрети та пейзажі здобули міжнародне визнання, про що свідчить отриманий ним перший приз на фотовиставці в Буенос-Айресі 1939 року.
Після початку Другої світової війни та подальшої окупації Югославії нацистською Німеччиною, відокремлення пронацистської Хорватії та початку народно-визвольної війни перейшов до партизанів. Відвідував різні військові курси, брав участь у кількох маневрах Першої школи офіцерів. У 1942 році брав активну участь у створенні та діяльності Театру народного визволення при Верховному штабі НВАЮ на чолі з Йосипом Брозом Тіто, пройшовши з партизанами всю війну. Організована ним танцювальна трупа виступала на визволених територіях. Скригін поставив кілька символічних танців на основі російських народних мелодій про життя в СРСР у передвоєнний час, під час війни й після. За його словами, «цей номер, на додаток до величезних успіхів попереднього („Російські танці“), показували понад 2000 разів, і його виконували скрізь, де це було можливо». Зроблені ним фотографії воєнних років є історичними документами боротьби югославських народів і народно-визвольної армії за визволення, багато хто з них посіли гідне місце в його книжці «Війна і сцена» (1968). До цього видання увійшла його найвідоміша фотографія, яку в книзі було названо «Козарчанка» («Жінка з Козари»), на якій зображено санітарку 11-ї Країнської бригади Мілю Тороман, яка представлена на знімку в образі дівчини-партизанки. Ця робота Скригіна набула великої популярності в Югославії та широко використовувалася там як символ: зображення було включено до підручників з історії, його тиражували у військових книжках, поширювали на плакатах тощо. Широку популярність здобули також фотопортрет Тіто і зроблена в Козарі 1943 року фотографія «Мати Кнежополька», на якій зображено жінку з двома дітьми, що змушена тікати після спалення сіл під час VI наступу. Цей трагічний документ воєнних років перебуває в музеї історії Югославії, у Музеї Голокосту в Освенцимі.
Військовий фотоархів Скригіна і роботи іншого російського емігранта Михайла Іваннікова розцінюються як унікальне свідоцтво тягот воєнних років: «Створені в роки Другої світової війни та нерідко використовувані як історичне джерело, вони — вражаюче свідоцтво жахів війни та повсякденного цивільного життя в ці роки». На думку сербського дослідника Дж. Боровняка, роботи Іваннікова і Скригіна стали неоціненною частиною сербської культури, а за якістю та обсягом військових фотографій, зібрання Скригіна можна порівняти зі спадщиною російського фотографа Самсона Чернова (1887—1929), що закарбував епоху Першої світової війни. За словами Боровняка: «Фотографії Скригіна склали чудову колекцію, що свідчить про повсякденне воєнне життя, поранених і біженців; це сцени боротьби та палких сіл і водночас — військових оглядів і бойових дій».
Після закінчення війни жив у Загребі, де продовжив працювати в Хорватському народному театрі, також працював у белградському Національному театрі. Долучився до кінематографа, де став працювати оператором, режисером і сценаристом, взявши участь у постановці 11 документальних і 8 художніх фільмів. Співпрацював у створенні радянського фільму «В горах Югославії» Абрама Ромма (1946). Був оператором першого югославського повоєнного фільму «Славіца», поставленого режисером В'єкославом Афричем. За свій творчий внесок у сербську культуру був нагороджений багатьма медалями, зокрема оголошений першим у Сербії володарем титулу «Майстер фотографії».
Помер 31 жовтня 1997 року в Белграді, похований на алеї заслужених громадян на Новому цвинтарі в столиці Сербії. Особистий архів художника зберігається в Музеї кінотеки в Белграді. Військові фотографії Скригіна зберігаються в Музеї історії Югославії, а також менш представницькі в Музеї Другої сесії АВНОЮ (Антифашистське віче народного визволення Югославії) в Яйці (Боснія і Герцеговина).